# Johann Heinrich Mollenbeck
Johann Heinrich Mollenbeck (auch Johann Heinrich Mollenbec; * 7. August 1669 in Rinteln; † 10. Mai 1739 in Gießen) war ein deutscher Rechtswissenschaftler und Hochschullehrer.

## Leben
Mollenbeck war Sohn des Rechtsgelehrten Anton Heinrich Mollenbeck und Enkel des Rechtsgelehrten Johannes Mollenbeck. Er absolvierte das Pädagogium Gießen. 1784 wurde er an der Universität Gießen immatrikuliert. Von dort wechselte er 1789 an die Universität Wittenberg. Anschließend unternahm er eine Studienreise über Leipzig, Dresden, Berlin, Lübeck und Hamburg nach Kiel. Im März 1690 wurde er an der Gießener Hochschule zum Lic. iur. graduiert. Er wurde anschließend Regierungsadvokat und unternahm 1694 für Prozessvertretungen Studienreisen in die Niederlande.
Mollenbeck erhielt am 20. November 1696 eine Stelle als außerordentlicher Professor der Rechte. Zudem wurde ihm am 28. Dezember 1697 eine Stelle als ordentlicher Professor der Politik übertragen. Seine Promotion zum Doktor beider Rechte erfolgte am 30. März 1699. Zum 13. März 1720 wurde er seiner Professuren enthoben, behielt allerdings seine Besoldung. In diesem Zuge wurde er zum Rat ernannt.
Der Rechtsgelehrte Bernhard Ludwig Mollenbeck war sein Bruder.

## Werke (Auswahl)
- Positionum Ex Omni Iure Selectarum Decades, Karger, Gießen 1691.
- Succincta iuris gentium delineatio, Albert, Harderwijk 1695.
- De causis iudiciorum externis, Gießen 1698.
- De Jure Rerum Decemvirali, Vulgo Duodecim Tabularum, Müller, Gießen 1699.
- Iurisconsultus religiosus, sive apparatus iuris canonico-ecclesiastico-Iustinianei, Gießen 1729.